# Geneva Open 2018
Geneva Open 2018, oficiálním názvem Banque Eric Sturdza Geneva Open 2018, byl  tenisový turnaj pořádaný jako součást mužského okruhu ATP World Tour, který se odehrával v areálu Tennis Club de Genève na otevřených antukových dvorcích. Probíhal mezi 20. až 26. květnem 2018 ve švýcarské Ženevě jako šestnáctý ročník obnoveného turnaje.
Turnaj s rozpočtem 561 345 eur patřil do kategorie ATP World Tour 250. Nejvýše nasazeným hráčem ve dvouhře se opět stal třináctý tenista světa Sam Querrey ze Spojených států. Jako poslední přímý účastník do hlavní singlové soutěže nastoupil italský 100. hráč žebříčku Marco Cecchinato.
První titul na okruhu ATP Tour vybojoval ve dvouhře Márton Fucsovics, který se stal prvním maďarským vítězem turnaje ATP po 36 letech. Deblovou trofej si odvezl nejlepší světový pár složený z Rakušana Olivera Maracha a Chorvata Mateho Paviće, kteří jako spoluhráči získali pátou společnou trofej a čtvrtou v probíhající sezóně.

## Rozdělení bodů a finančních odměn

### Rozdělení bodů
| Soutěž  | vítězové | finalisté | semifinalisté | čtvrtfinalisté | 16 v kole | 32 v kole | Q  | Q2 | Q1 |
| ------- | -------- | --------- | ------------- | -------------- | --------- | --------- | -- | -- | -- |
| dvouhra | 250      | 150       | 90            | 45             | 20        | 0         | 12 | 6  | 0  |
| čtyřhra | 250      | 150       | 90            | 45             | 0         | —         | —  | —  | —  |

### Finanční odměny
| Soutěž                              | vítězové | finalisté | semifinalisté | čtvrtfinalisté | 16 v kole | 32 v kole | Q2     | Q1     |
| ----------------------------------- | -------- | --------- | ------------- | -------------- | --------- | --------- | ------ | ------ |
| dvouhra                             | €89 435  | €47 105   | €25 515       | €14 535        | €8 565    | €5 075    | €2 285 | €1 145 |
| čtyřhra                             | €27 170  | €14 280   | €7 740        | €4 430         | €2 590    | —         | —      | —      |
| částka ve čtyřhře je uvedena na pár |          |           |               |                |           |           |        |        |

## Mužská dvouhra

### Nasazení
| Stát                           | Hráč                 | ATP | Nasazení |
| ------------------------------ | -------------------- | --- | -------- |
| USA                            | Sam Querrey          | 13. | 1.       |
| Itálie                         | Fabio Fognini        | 19. | 2.       |
| Švýcarsko                      | Stan Wawrinka        | 25. | 3.       |
| Španělsko                      | Albert Ramos-Viñolas | 36. | 4.       |
| Španělsko                      | David Ferrer         | 42. | 5.       |
| USA                            | Steve Johnson        | 47. | 6.       |
| Itálie                         | Andreas Seppi        | 51. | 7.       |
| Německo                        | Mischa Zverev        | 52. | 8.       |
| Žebříček ATP k 14. květnu 2018 |                      |     |          |

### Jiné formy účasti
Následující hráči obdrželi divokou kartu do hlavní soutěže:
- David Ferrer
- Fabio Fognini
- Stan Wawrinka

Následující hráči postoupili z kvalifikace:
- Dominik Koepfer
- Lukáš Rosol
- Noah Rubin
- Bernabé Zapata Miralles

### Odhlášení
před zahájením turnaje
- Alexandr Dolgopolov → nahradil jej  Marcos Baghdatis
- David Goffin → nahradil jej  Florian Mayer
- Philipp Kohlschreiber → nahradil jej  Mirza Bašić
- Paolo Lorenzi → nahradil jej  Marco Cecchinato
- Denis Shapovalov → nahradil jej  Ivo Karlović

## Mužská čtyřhra

### Nasazení
| Stát                                                                                    | Hráč              | Stát       | Hráč              | ATP | Nasazení |
| --------------------------------------------------------------------------------------- | ----------------- | ---------- | ----------------- | --- | -------- |
| Rakousko                                                                                | Oliver Marach     | Chorvatsko | Mate Pavić        | 11. | 1.       |
| Chorvatsko                                                                              | Ivan Dodig        | USA        | Rajeev Ram        | 37. | 2.       |
| Bělorusko                                                                               | Max Mirnyj        | Rakousko   | Philipp Oswald    | 80. | 3.       |
| Brazílie                                                                                | Marcelo Demoliner | Mexiko     | Santiago González | 87. | 4.       |
| Žebříček ATP k 14. květnu 2018; číslo je součtem žebříčkového postavení obou členů páru |                   |            |                   |     |          |

### Jiné formy účasti
Následující páry obdržely divokou kartu do hlavní soutěže:
- Antoine Bellier /  Johan Nikles
- Marius Copil /  Constantin Sturdza

## Přehled finále

### Mužská dvouhra
- Márton Fucsovics vs.  Peter Gojowczyk, 6–2, 6–2

### Mužská čtyřhra
- Oliver Marach /  Mate Pavić vs.  Ivan Dodig /  Rajeev Ram, 3–6, 7–6(7–3), [11–9]